# Ив Сен Лоран
Ив Хенри Дона Метју-Сен-Лоран (фр. Yves Saint Laurent; Оран, 1. август 1936  – Париз, 1. јун 2008), познат као Ив Сен Лоран, је био француски модни дизајнер који је 1961. основао своју истоимену модну кућу. Сматра се да је један од најистакнутијих модних дизајнера 20. века. Каролин Ренолдс Милбенк је 1985. написала: „Најутицајнијем и прослављеном дизајнеру у последњих 25 година, могу се приписати заслуге за подизање високе моде из пепела шездесетих година 20. века, као и враћање угледа конфекцијској моди.” Прилазио је моди из друге перспективе желећи да жене изгледају истовремено лежерно и елегантно. Приписују му се заслуге за увођење одела за жене, а такође је био познат и по коришћењу неевропских културних упута као и по раду са манекенкама које нису белкиње.

## Детињство
Ив Сен Лоран је рођен 1. августа 1936. у Орану, француском Алжиру. Родитељи су му Чарлс и Лусијен Андре Метју-Сен-Лорен. Одрастао је у кући крај Средоземног мора са две млађе сестре, Мишел и Брижит. Сен Лоран је волео да прави папирне лутке, а већ у тинејџерским годинама дизајнирао је хаљине за мајку и сестре. Са 17 година Лоран се преселио у Париз и придружио се Трговинском удружењу за високу моду где је његов дизајн брзо примећен. Мишел де Бруноф, уредник француског Вога, упознао је Сен Лорана са Кристијан Диором, великаном у свету моде. „Диор ме је фасцинирао”, присећао се Сен Лоран. „Нисам могао да говорим пред њим. Научио ме је основу за моју уметност. Шта год да се касније догодило, никада нећу заборавити године проведене крај њега”. Под Диоровим туторством, Сен Лоранов стил наставио је да сазрева и све више је бивао примећен.

## Приватни живот и каријера

### Млади дизајнер
Године 1953. Сен Лоран је предао своја три цртежа за такмичење младих дизајнера који је организовао Међународни секретаријат вуне. Сен Лоран је освојио прво место. Позван је да присуствује церемонији доделе награда у Паризу, у децембру исте године. Током свог боравка у Паризу Сен Лоран је упознао Мишел де Бруноф (тадашњег уредника француског издања магазина Вог). Де Бруноф је био импресиониран Сен Лорановим скицама и предложио му да постане модни дизајнер. Сен Лоран је касније разматрао опцију студирања у оквиру Трговинског удружења за високу моду, савета који регулише индустрију високе моде и који пружа обуке за своје запослене. Сен Лоран је, пратећи савет, отпочео студије и дипломирао као један од најбољих ученика. Касније, те исте године, пријавио се за такмичење Међународног секретаријата вуне и освојио прво место победивши свог пријатеља Фернанда Санчеза, као и младог немачког студента Карла Лагерфелда. Убрзо након победе однео је велики број скица Де Брунофу који је увидео сличности са скицама које му је то јутро показао Кристијан Диор. Знајући да је Диор направио скице тог јутра, и да их младић није могао видети, Де Бруноф га је послао код Диора који га је ангажовао на лицу места.
Иако је Диор одмах препознао његов таленат, Сен Лоран је своју прву годину рада провео обављајући обичне задатке попут украшавања студија и дизајнирања аксесоара. Међутим, након неког времена, било му је дозвољено да преда своје скице за предстојеће колекције. Диор је, са сваком следећом сезоном, прихватао све више његових скица. У августу 1957. Диор је упознао Лоранову мајку и рекао јој је да је изабрао да га Сен Лоран наследи. Његова мајка је касније рекла да је била збуњена овиме, с обзиром да је Диор имао тек 52 године. Она и њен син били су изненађени када је у октобру те године Диор умро у бањи у северној Италији од срчаног удара.
Године 1957. Сен Лоран се у својој 21. години нашао на позицији главног дизајнера модне куће Диор. Његова пролећна колекција из 1958. је сасвим сигурно спасила модну кућу од финансијске пропасти. Права линија његових креација, мекша верзија Диоровог „Новог изгледа”, лансирала га је у међународну славу са оним што је касније било познато као „трапез хаљина”. Остале хаљине у колекцији имале су уска рамена и нежно су се шириле при дну. У то време скратио је своје презиме на само Сен Лоран јер је међународној штампи било тешко да спелује његово име.
Његова јесења колекција из 1958. године није била толико добро прихваћена као претходна, а касније колекције за модну кућу Диор које су укључивале уске сукње и битничку моду биле су критиковане од стране медија.
Године 1959. Фара Диба, тадашња студенткиња у Паризу, тражила је да он дизајнира њену венчаницу за венчање са иранским шахом.
Године 1960. Сен Лоран је регрутован да служи француској војсци током Алжирског рата за независност.

### Регрутовање, болест и независност
Сен Лоран је био у војсци 20 дана након чега су стрес и притисак довели до тога да буде примљен у војну болницу где је примио вести да је отпуштен из Диора. Ово је погоршало његово стање па је пребачен у болницу Вал де Грас где је добио велику дозу седатива и психоактивних лекова, а такође је подвргнут и електрошок терапији. Сен Лоран је сам касније указао на порекло својих менталних проблема и зависности од дроге повезујући их са боравком у војној болници у том периоду.
Након што је отпуштен из болнице у новембру 1960. Сен Лоран је тужио Диор за нарушавање уговора и победио. Након периода опоравка он и његов партнер, индустријалац Пјер Берже, покренули су своју модну кућу Ив Сен Лоран уз помоћ средстава америчког милионера Мак Робинсона. Романтична веза се завршила 1976. али су остали пословни партнери.
Током шездесетих и седамдесетих, популаризовали су модне трендове попут битничке моде, сафари јакне за мушкарце и жене, уске панталоне и чизме преко колена као и вероватно најпознатије одело за жене - смокинг. Мондирајн колекција из 1965. била је посебно чувена. Сен Лоран је почео да укључује идеју ношења силуета из двадесетих, тридесетих и четрдесетих. Ив Сен Лоран је увео нове промене у модној индустрији шездесетих и седамдесетих година. Француски дизајнер је отворио своју Прет-а-Порте модну кућу 1967. и пребацио је свој фокус са високе моде на конфекцијску моду. Један од циљева био је да се обезбеди шири спектар модерног стила који ће бити на располагању на ширем тржишту на приступачнији и јефтинији начин.
Он је први француски дизајнер високе моде који је прешао на прет-а-порте колекције, мада је Алисија Дрејк означила овај потез као Лоранову жељу да демократизује моду.
Многе његове колекције су добро прихваћене од стране фанова и штампе, као што је рецимо јесења колекција из 1965. којом је представљен чувени Смокинг. Остале колекције су биле контроверзне, као што је пролећна колекција из 1970. која је била инспирисана модом четрдесетих година. Неки су је окарактерисали као својеврсну романтизацију немачке окупације Француске током Другог светског рата, док су је други окарактерисали као враћање непривлачног утилитаризма тог времена. Француске новине Франс Соар су његову пролећну колекцију из 1971. означили као „Једну велику фарсу”.
Током шездесетих и седамдесетих Сен Лоран је био сматран париским „џет сетом”. Виђан је често у клубовима у Француској и Њујорку, попут Режин и Студио 54, и био је склон употреби алкохола и кокаина. Када није активно надгледао припремање колекције, време је проводио у својој вили у Маракешу у Мароку. Касних седамдесетих он и Берже су купили вилу у неоготичком стилу, Шато Габријел, у Довилу близу Француске. Када су купили Шато Габријел, Сен Лоран и Берже су ангажовали Жак Гранжа да декорише вилу темама инспирисаним Прустовим романом „У трагању за ишчезлим временом”.
Прет-а-порте колекција је постала изузетно популарна код јавности а и код критичара, и на крају је Сен Лорану и Бержеу донела много већу зараду него колекције високе моде. Међутим, Сен Лоран чије је здравље годинама било лоше, погоршало се под притиском креирања четири колекције годишње.

## Смрт
Сен Лоран је умро 1. јуна 2008. године од рака на мозгу, у својој резиденцији у Паризу.
Када је Сен Лорану дијагностикована терминална фаза болести, са још једном или две преостале недеље живота, Берже и доктор су се договорили да му не кажу ништа о неизбежној смрти. Берже је рекао: „Верујем да Ив не би био довољно јак да то прихвати”.
Сен Лоран је сахрањен у цркви Светог Рока у Паризу. Сахрани је присуствовала некадашња краљица Ирана Фара Палави, затим Бернадет Ширак, Катрин Денев, и тадашњи председник Никола Саркози са супругом Карлом Бруни.
Његово тело је кремирано а пепео је посут у Маракешу, Мароку, у ботаничком врту Мајорела, резиденцији и башти коју је поседовао са Бержеом од 1980. године и коју је често посећивао да пронађе инспирацију али и бег.

## Завештање
Након Сен Лоранове смрти, Берже је на аукцији понудио колекцију уметничких дела коју је са Лораном годинама прикупљао. Колекцију је чинило преко 700 уметничких дела, а новац од продаје био је намењен за истраживање АИДС-а као и за Бержеове добротворне организације.
Пре него што је продаја почела, кинеска влада покушала је да спречи продају статуе две бронзане главе узете из Старе Летње Палате у Кини током Другог Опијумског рата. Француски судија је одбацио оптужбе и две статуе, глава зеца и пацова, продате су за 15.745.000€. Међутим, анонимни купац је заправо био Цаи Мингцао, представник Кинеског Националног Фонда који је одбио да их плати на „моралној и патриотској основи”. Статуе су остале у поседу Бержеа, док их није купио Франсоа Пино, власник бројних луксузних брендова. Он је донирао статуе Кини на церемонији 29. јуна 2013. године.
Првог дана продаје Анри Матисова слика „Невен на плавом и ружичастом тепиху” срушила је претходни светски рекорд постављен 2007. за Матисово дело, и продата је за 32 милиона евра. Следећа аукција, одржана од 17. до 20. новембра обухватила је 1185 предмета из виле у Нормандији, мада није била тако импресивна као прва аукција, овде је представљен дизајнеров последњи Мерцедес аутомобил као и Ермес пртљажник.
Форбс је Сен Лорана ставио у врх своје листе људи који су највише зарадили након своје смрти за 2009.

## Популарна култура

### Филм
- 2002 - Ив Сен Лоран: Живот и време[24]
- 2002 - Ив Сен Лоран: 5. авенија Марко, 75116 Париз[24]
- 2009 - Луда љубав, Пјера Тортона [3]
- 2014 - Ив Сен Лоран[3]
- 2014 - Сен Лоран[25]

### Телевизија
- 1965 - Гост изненађења у америчком телевизијском квизу "Која је моја реплика" [26]

### Књиге
- 2014 - Ив Сен Лоран: Мароканска страст[27]